# أراك وايتي
أراك وايتي (الاسم العلمي:Salvadora wightii) هو نوع غير مؤكد من النباتات يتبع جنس الأراك من الفصيلة الأراكية.